# Suseni (Mureș)
Suseni é uma comuna romena localizada no distrito de Mureș, na região histórica da Transilvânia. A comuna possui uma área de 30.73 km² e sua população era de 2422 habitantes segundo o censo de 2007.